# Émile Charles Huet
Pour les articles homonymes, voir Huet.
Émile Huet (Paris, 30 janvier 1851 - Orléans, département du Loiret, 12 novembre 1922), un des descendants d'une puissante famille de meuniers originaire d'Étampes, est un avocat, un archéologue  et un iconographe français.

## Biographie
Émile Huet poursuit ses études de la classe de 6ème (1861) jusqu'à la classe de philosophie (1868) au petit séminaire de La Chapelle-Saint-Mesmin. Ces années le marqueront profondément. Il sera toujours catholique et royaliste, et on le retrouvera plus tard dans la mouvance de l’Action Française.
Après des études de droit, il est nommé juge suppléant à Gien dans le Loiret avant d'exercer la fonction d'avocat à Orléans.

Ex-Libris d'Emile Huet

En 1874, il commence à s’intéresser à l’iconographie des saints, comme on le voit dans un article publié en 1874, où il enquête sur l’origine d’un prétendu portrait de Jeanne d’Arc, avec en passant un intérêt marqué sur l’impact que peut avoir l’imagerie religieuse sur le populaire.
Il épouse le 5 septembre 1876 à Étampes, Lucie Marie Victorine Duverger. De ce mariage naitront quatre filles: Thérèse (1877-1962), Suzanne (1879-1948), Marie (1880-1894) et Solange (1891-1953).
En 1883, il est membre de la Société historique et archéologique du Gâtinais.
En 1898, il est membre de la Société d’agriculture, sciences, belles-lettres et arts d’Orléans.
Il est également secrétaire de la Société archéologique et historique de l'Orléanais pour laquelle il écrit de nombreux articles, notamment à propos de Jeanne d'Arc.
En 1899, il affiche son appartenance à la Ligue de la patrie française, fondée le 31 décembre 1898 dans le cadre de l’Affaire Dreyfus, et rassemblant des antidreyfusards intellectuels et mondains.
En 1913, il sera l'auteur de l'imposant ouvrage relatant l'histoire des petits séminaires d'Orléans et de La Chapelle Saint-Mesmin (1806-1906).
Il meurt à Orléans le 12 novembre 1922.

## Publications

### Ouvrages

Édition originale de 1913 du Petit Séminaire de La Chapelle Saint Mesmin

- Emile Huet, Monseigneur L.-E. Bougaud évêque de Laval, son sacre dans la basilique de Sainte-Croix cathédrale d’Orléans, Orléans, Herluison, 1888, 71 p. (lire en ligne)
- Emile Huet, Société archéologique et historique de l’Orléanais. La Fête de la cinquantaine : 23 janvier 1848-23 janvier 1898, Orléans, Herluison, 1898, 97 p.
- Emile Huet, Le manuscrit du prieur de Sennely : Une paroisse de Sologne au XVIIe siècle, 1675-1710, in-4°; fac-similé, CCXVII p.; édition du manuscrit ms 586 de la médiathèque d’Orléans, Mémoires de la Société archéologique et historique de l’Orléanais, Orléans, M. Marron, 1908, 97 p.
- Emile Huet, Jeanne d’Arc et la musique, essai de bibliographie musicale. 2e édition : in-8°; 230 p.; figures; fac-similés, Orléans, M. Marron, 1909
- Emile Huet, Les Complaintes orléanaises, et chant populaire en l’honneur de Jeanne d’Arc : 2e édition in-12; figures, Orléans, M. Marron, 1909, 44 p.
- Emile Huet, Un siècle d’éducation chrétienne, 1806-1906 : le petit séminaire d’Orléans; histoire du petit séminaire de la Chapelle Saint-Mesmin; souvenirs d’un rhétoricien de 1866-1867 [in-8°; XII, 454 p.; figures, planches & table], Orléans, P. Pigelet et fils, réédité en 2010 par Kessinger Publishing  (ISBN 1166792625 et 978-1166792626), 1913, 450 p.
- Émile Huet, Guide Orléanais 1900, Orléans, Paul Pigelet & Fils, 1894-1904, 210 p., réédité par Gilbert Trompas en 2004 chez Corsaire éditions (Orléans)  (ISBN 2-910475-19-0)

### Articles
- Jeanne d’Arc et la musique, essai de bibliographie musicale [in-89°; 153 p.; extrait du Bulletin de la Société d’agriculture, sciences, belles-lettres et arts d’Orléans], Orléans, H. Herluison, 1894
- Fouilles archéologiques de Beaulieu - Conseil général, in Bulletin de la Société archéologique et historique de l’Orléanais, Ancienne Série, XII, 164 (1898), pp. 179-181
- Le général baron Chauvel, in Bulletin de la Société archéologique et historique de l’Orléanais, Ancienne Série, XII, 164 (1898), pp. 188-191
- Fouilles des Immeubles du Loiret, in Bulletin de la Société archéologique et historique de l’Orléanais, Ancienne Série, XII, 166 (1899), pp. 282-291 et planches
- La ville de Gannes et les fours à réduction du puits d’Havenat, in Bulletin de la Société archéologique et historique de l’Orléanais, Ancienne Série, XII/166 (1899), pp. 365-372
- Les fossés du bois de Villefranc, in Bulletin de la Société archéologique et historique de l’Orléanais, Ancienne Série, XII/172 (1901), pp. 670-672
- Le congrès général des notaires de France (15e session) juin 1905, in Bulletin de la Société archéologique et historique de l’Orléanais, Ancienne Série, XIV/182 (1905), pp. 150-151
- Marius Gueit, in Bulletin de la Société archéologique et historique de l’Orléanais, Ancienne Série, XIV, 183 (1905), p. 252
- Une image populaire de Jeanne d’Arc à Rouen, in Bulletin de la Société archéologique et historique de l’Orléanais, Ancienne Série, XIV/189 (1907), pp. 626-629
- Le manuscrit du prieur de Sennely (1700) [in-8°; pièce de 8 p.; extrait du Bulletin historique et philologique (1907)], Paris, Imprimerie nationale, 1908
- Jeanne d’Arc et la musique en Angleterre, in Bulletin de la Société archéologique et historique de l’Orléanais, Ancienne Série, XV/192 (1908), pp. 166-171
- Lazare Carnot et Jeanne d’Arc, in Bulletin de la Société archéologique et historique de l’Orléanais, Ancienne Série, XV/191 (1908), pp. 107-113
- L’abbé Jacques-François Delafosse, auteur de l’une des premières Complaintes orléanaises sur Jeanne d’Arc, in Bulletin de la Société archéologique et historique de l’Orléanais, Ancienne Série, XV, 190 (1908), pp. 55-61
- Sur deux complaintes de Jeanne d’Arc: le chanoine J.-F. Delafosse, 1804; le général Lazare Carnot, 1815 [in-8°; 19 p.; Extrait du Bulletin de la Société archéologique de l’Orléanais (1908)], sans mention de lieu ni d’éditeur, 1908
- Jeanne d’Arc et la Pantomime, in Bulletin de la Société archéologique et historique de l’Orléanais, Ancienne Série, XV, 193 (1909), pp. 238-244
- Notice bio-bibliographique sur Léon Dumuys, in Bulletin de la Société archéologique et historique de l’Orléanais, Ancienne Série, XVI/200 (1911), pp. 67-80
- Léon Dumuys. Supplément à la notice bibliographique, in Bulletin de la Société archéologique et historique de l’Orléanais, Ancienne Série, XVI, 201 (1911), pp. 116-117
- Vœu pour l’attribution du nom de l’abbé Desnoyers à une place, in Bulletin de la Société archéologique et historique de l’Orléanais, Ancienne Série, XVI/202 (1912), pp. 149-151
- La sépulture de Philippe Ier dans la basilique de Saint-Benoît, in Bulletin de la Société archéologique et historique de l’Orléanais, Ancienne Série, XVI/202 (1912), pp. 184-188
- Extraits biographiques et bibliographiques relatifs à Eloi d’Armeval (Thèse de M. Andréas Ott, traduction de M. Georges Baron), in Bulletin de la Société archéologique et historique de l’Orléanais, Ancienne Série, XVI/202 (1912), pp. 201-222
- La sépulture du roi Philippe Ier dans la basilique de Saint-Benoît-sur-Loire. Procès-verbaux de découverte de la fabrique et de la municipalité, in Bulletin de la Société archéologique et historique de l’Orléanais, Ancienne Série, XVI/205 (1913), pp. 467-472
- Le sceau du roi Louis XVIII, in Bulletin de la Société archéologique et historique de l’Orléanais, Ancienne Série, XVII/208 (1915), pp. 177-178
- Un chant funèbre inédit de Méhul à la mémoire de H. N. Belleteste, in Bulletin de la Société archéologique et historique de l’Orléanais, Ancienne Série, XVIII/213 (1917), pp. 86-92